# Scotstoun
Scotstoun ist ein Ortsteil des West Ends von Glasgow. Mit der Gründung der Schiffswerften Charles Connell & Company und Yarrow Shipbuilders im 19. Jahrhundert erhielt er seinen Aufschwung. Das Scotstoun Stadium ist ein Sportplatz für Rugby Union und Leichtathletik.